# Kalksteen van Beutenaken
De Kalksteen van Beutenaken is een serie gesteentelagen in de ondergrond van Nederlands Zuid-Limburg. De Kalksteen van Beutenaken is onderdeel van de Formatie van Gulpen en stamt uit het Krijt (het Campanien).
De kalksteen is vernoemd naar Beutenaken.

## Stratigrafie
Normaal gesproken ligt de Kalksteen van Beutenaken boven op de oudere Kalksteen van Zeven Wegen en onder de jongere Kalksteen van Vijlen, beide Formatie van Gulpen. Tussen de kalksteenlagen Vijlen en Beutenaken bevindt zich de Horizont van Bovenste Bosch. Tussen de kalksteenlagen Beutenaken en Zeven Wegen bevindt zich de Horizont van Slenaken.

## Gebied
De Kalksteen van Beutenaken wordt onder andere aangetroffen in het gebied van Gulpen, Epen, Noorbeek, Maastricht en Cadier en Keer.
In de Groeve Habets en de Groeve Bovenste Bosch werd Kalksteen van Beutenaken gewonnen.

## Kalksteen
De Kalksteen van Beutenaken is fijnkorrelig en lichtgrijs van kleur. Het kalksteen is glauconiethoudend en bevat maar weinig vuursteen. De laag is maximaal ongeveer tien meter dik.
De typelocatie van de Kalksteen van Beutenaken is de Groeve Habets bij Beutenaken.